# Gunilla Röör
Gunilla Kristina Röör, född 16 augusti 1959 i Bromma, Stockholm, är en svensk skådespelare, regissör och teaterchef på Norrbottensteatern. Hon är dotter till schlagersångerskan Inger Berggren.

## Biografi
Röör började efter gymnasiet att studera vid Socialhögskolan, men avbröt utbildningen då hon upplevde sig underlägsen de äldre och mer erfarna eleverna. I stället började hon arbeta vid en fritidsgård och där började hon att aktivera ungdomarna i rollspel, vilket ledde vidare till en pjäs. Genom detta tog hennes teaterintresse form och hon sökte sig till Teaterverkstan 1979. Efter flera misslyckade försök kom hon in på Teaterhögskolan i Stockholm 1983, där hon blev kurskamrat med bland andra Lena Endre. Tillsammans med henne gjorde Röör en beryktad "lödderföreställning" och en dokumentärfilm om vad man uppfattade som den förstelnade institutionsmiljön vid Malmö Stadsteater där de gjorde sin praktik. Röör utexaminerades från Teaterhögskolan 1986.
Efter examen kom hon 1986 till Stockholms Stadsteater och Unga Klara, där hon gjorde sin scendebut i pjäsen Rop över floden. Hon har framhållit Suzanne Osten som en stor inspirationskälla och det var just i Ostens Livsfarlig film (1988) som Röör gjorde sin långfilmsdebut. 
1991 spelade Röör Freud i Freud flyttar hemifrån..., för vilken hon mottog en Guldbagge året efter i kategorin bästa kvinnliga huvudroll. Hon belönades med samma pris 1996 för sin rollprestation i Sommaren. Hon har även nominerats 2003 för bästa kvinnliga biroll i Beck – Sista vittnet och 2014 till bästa kvinnliga huvudroll för En gång om året.
I övrigt märks Röörs medverkan i Lorrygänget med vilka hon gjorde filmen Yrrol (1994). För sin medverkan i Engelen (2009) belönades Röör med en Amandastatyett för bästa kvinnliga biroll.
Röör är från 1 juli 2007 adjungerad professor i scenisk gestaltning med inriktning mot filmskådespeleri vid Konstnärliga fakulteten vid Göteborgs universitet.
Under sommaren 2021 blev Röör teaterchef på Norrbottensteatern i Luleå.
Hon är gift med skådespelaren Per Sandberg och tillsammans har de en son.

## Filmografi
- 1986 – Porttelefonen
- 1988 – Livsfarlig film
- 1989 – Gengångare
- 1989 – Lorry (TV-serie)
- 1990 – Skyddsängeln
- 1991 – Freud flyttar hemifrån
- 1991 – Riktiga män bär alltid slips
- 1992 – En komikers uppväxt (TV-serie)
- 1992 – Min store tjocke far
- 1992 – Sprickan
- 1993 – Hedda Gabler
- 1994 – Pagemaster - den magiska resan
- 1994 – Sommarmord
- 1994 – Yrrol
- 1995 – Jeppe på berget
- 1995 – Sommaren
- 1996 – Pinocchios äventyr
- 1996 – Sista körningen
- 1996 – Skuggornas hus (TV-serie)
- 1997 – Adam & Eva
- 1997 – Detta har hänt (TV-serie)
- 1997 – Pappas flicka (TV-serie)
- 1997 – Pippi Långstrump
- 1997–2000 – Skärgårdsdoktorn (TV-serie)
- 1998 – Under solen
- 1999 – En liten julsaga
- 1999 – If I Give You My Humbleness, Don't Take Away My Pride
- 1999 – Pippi i Söderhavet
- 1999 – Rackelhane
- 2000 – Gossip
- 2000 – Jesus lever
- 2000 – Mjuka paket
- 2000 – Tyst som en fjäder
- 2001 – Anderssons älskarinna (TV-serie)
- 2001 – Sprängaren
- 2002 – Beck – Sista vittnet
- 2003 – Tusenbröder (TV-serie)
- 2004 – Om Stig Petrés hemlighet (TV-serie)
- 2004 – Valborgsmässoafton
- 2005 – Sigrid & Isaac
- 2006 – Världarnas bok (TV-serie)
- 2007 – Dorotea i dödsriket
- 2008 – Gud, lukt och henne
- 2008 – Habib (TV-serie)
- 2009 – Engelen
- 2009 – Leka med elden
- 2009 – Livet i Fagervik (TV-serie)
- 2009 – Möte i mellanrummet
- 2010 – Gringa
- 2011 – Andens resa, en skapelseberättelse
- 2011 – Bibliotekstjuven (TV-serie)
- 2012 – En gång om året
- 2013 – Hokus pokus Alfons Åberg
- 2013 – Lamento
- 2017–2020 – Rebecka Martinsson (TV-serie)
- 2017 – Enkelstöten (TV-serie)
- 2021 – Sommaren med släkten (TV-serie)
- 2021 – Sagan om Karl-Bertil Jonssons julafton

## Teater

### Roller (ej komplett)
| År   | Roll                    | Produktion                                                             | Regi               | Teater                                    |
| ---- | ----------------------- | ---------------------------------------------------------------------- | ------------------ | ----------------------------------------- |
| 1985 | Hillevi                 | Två Michael Druker                                                     | Richard Looft      | Teater Sputnik                            |
| 1987 | Sjungande kvinna m. fl. | Kurage och hennes barn (Mutter Courage und ihre Kinder) Bertolt Brecht | Ragnar Lyth        | Stockholms stadsteater                    |
| 1996 | Cathos                  | De löjliga preciöserna (Les Précieuses Ridicules) Molière              | Thommy Berggren    | Dramaten                                  |
| 1996 | Madeleine von Ripa      | Fint folk Kent Andersson                                               | Thommy Berggren    | Dramaten                                  |
| 2000 | Elmire                  | Tartuffe (Tartuffe, ou l'Imposteur) Molière                            | Åsa Melldahl       | Dramaten                                  |
| 2002 | Beatrice                | Utsikt från en bro (A View from the Bridge) Arthur Miller              | Carl Kjellgren     | Stockholms stadsteater                    |
| 2003 | Hanna                   | Limbo Margareta Garpe                                                  | Margareta Garpe    | Stockholms stadsteater                    |
| 2006 | Fru Elida Wangel        | Frun från havet (Fruen fra havet) Henrik Ibsen                         | Sara Cronberg      | Stockholms stadsteater                    |
| 2011 |                         | Bli en dåre Kia Berglund                                               | Kia Berglund       | Teater Giljotin                           |
| 2015 | Imelda Marcos           | Diktatorsfruar (Ich bin wie ihr, ich liebe Äpfel) Theresia Walser      | Sunil Munshi       | Uppsala stadsteater                       |
| 2016 | Medverkande             | Maratondansen (They shoot horses, don't they?) Horace McCoy            | Kenneth Kvarnström | Kulturhuset Stadsteatern                  |
| 2016 | Fru Capulet             | Romeo och Julia (The Tragedy of Romeo and Juliet) William Shakespeare  | Linus Tunström     | Kulturhuset Stadsteatern                  |
| 2017 | Irmgard Litten          | Bortförd vid midnatt (Taken at Midnight) Mark Hayhurst                 | Philip Zandén      | Kulturhuset Stadsteatern                  |
| 2018 |                         | Ilya Lars Rudolfsson                                                   | Lars Rudolfsson    | Kulturhuset Stadsteatern                  |
| 2018 | Amman                   | Shakespeare in Love Marc Norman och Tom Stoppard                       | Ronny Danielsson   | Kulturhuset Stadsteatern/ Dansens hus     |
| 2019 |                         | Barnen (The Children) Lucy Kirkwood                                    | Stefan Metz        | Kulturhuset Stadsteatern/ Teater Giljotin |
| 2020 | Mamman                  | Pappas födelsedag Alejandro Leiva Wenger                               | Frida Röhl         | Kulturhuset Stadsteatern                  |

### Regi (ej komplett)
| År   | Produktion       | Upphovsmän    | Teater                   |
| ---- | ---------------- | ------------- | ------------------------ |
| 2013 | Felicia försvann | Felicia Feldt | Kulturhuset Stadsteatern |

## Ljudboksuppläsningar (urval)
- 2005 – Eldsdansen av Helene Tursten
- 2005 – Familjegraven av Katarina Mazetti

## Priser och utmärkelser
| År   | Film/pjäs                                | Pris                                                |
| ---- | ---------------------------------------- | --------------------------------------------------- |
| 1990 | Skyddsängeln                             | Nominerad för bästa biroll vid European Film Awards |
| 1991 | Freud flyttar hemifrån...                | Kurt Linders stipendium                             |
| 1992 | Freud flyttar hemifrån...                | Guldbaggen för bästa kvinnliga huvudroll            |
| 1996 | Sista körningen                          | Pris för bästa skådespelerska i Albany              |
| 1996 | Sommaren                                 | Guldbaggen för bästa kvinnliga huvudroll            |
| 1998 |                                          | Teaterförbundets Vilhelm Moberg-stipendium          |
| 2001 |                                          | Carl Åkermarks stipendium                           |
| 2003 | Beck – Sista vittnet                     | Guldbaggenominerad för bästa kvinnliga biroll       |
| 2008 | Den smala vägen och Charlotte Löwensköld | Svenska Teaterkritikers förenings teaterpris        |
| 2010 | Engelen                                  | Årets kvinnliga biroll vid Amandaprisen             |

- Medaljen Litteris et Artibus (2020) för framstående konstnärliga insatser som skådespelare och pedagog i scenisk framställning.[11]